# Ebbets Field
El Ebbets Field fue un estadio ubicado en el barrio de Flatbush en Brooklyn, New York, sede de los Brooklyn Dodgers/Robins desde 1913 hasta 1957 cuando el equipo se mudó a Los Ángeles. Dos equipos de Brooklyn de la NFL utilizaron las instalaciones como sede en 1926, y desde 1930 hasta 1944.
Para 1908, Charlie Ebbets, propietario de los Dodgers (Brooklyn Robins hasta 1931), había comprado la cuadra del 55 de Sullivan Place con la idea de mudar al equipo del viejo estadio Washington Park. Debido al éxito del equipo en las temporadas de 1916 y 1920 cuando ganaron los campeonatos de la Liga Nacional, el estadio fue ampliado, en 1940 recibió una pizarra de resultados (score board en inglés). En el Ebbets Field los Dodgers obtuvieron los títulos de la Liga Nacional en 1941, 1947, 1949, 1952, 1953, 1955 y 1956, ganando la Serie Mundial de 1955, única alcanzada por el equipo en su historia en New York.

## Dimensiones
Originales estimadas
- Left field pole - 419 ft
- Center field deep - 477 ft
- Right field pole - 301 ft

1932-1947
- Left field pole - 348 ft (unposted)
- Left field corner - 357 ft
- Left-center field - 365 ft
- Right-center, bordes de la pizarra - 344 ft y 318 ft

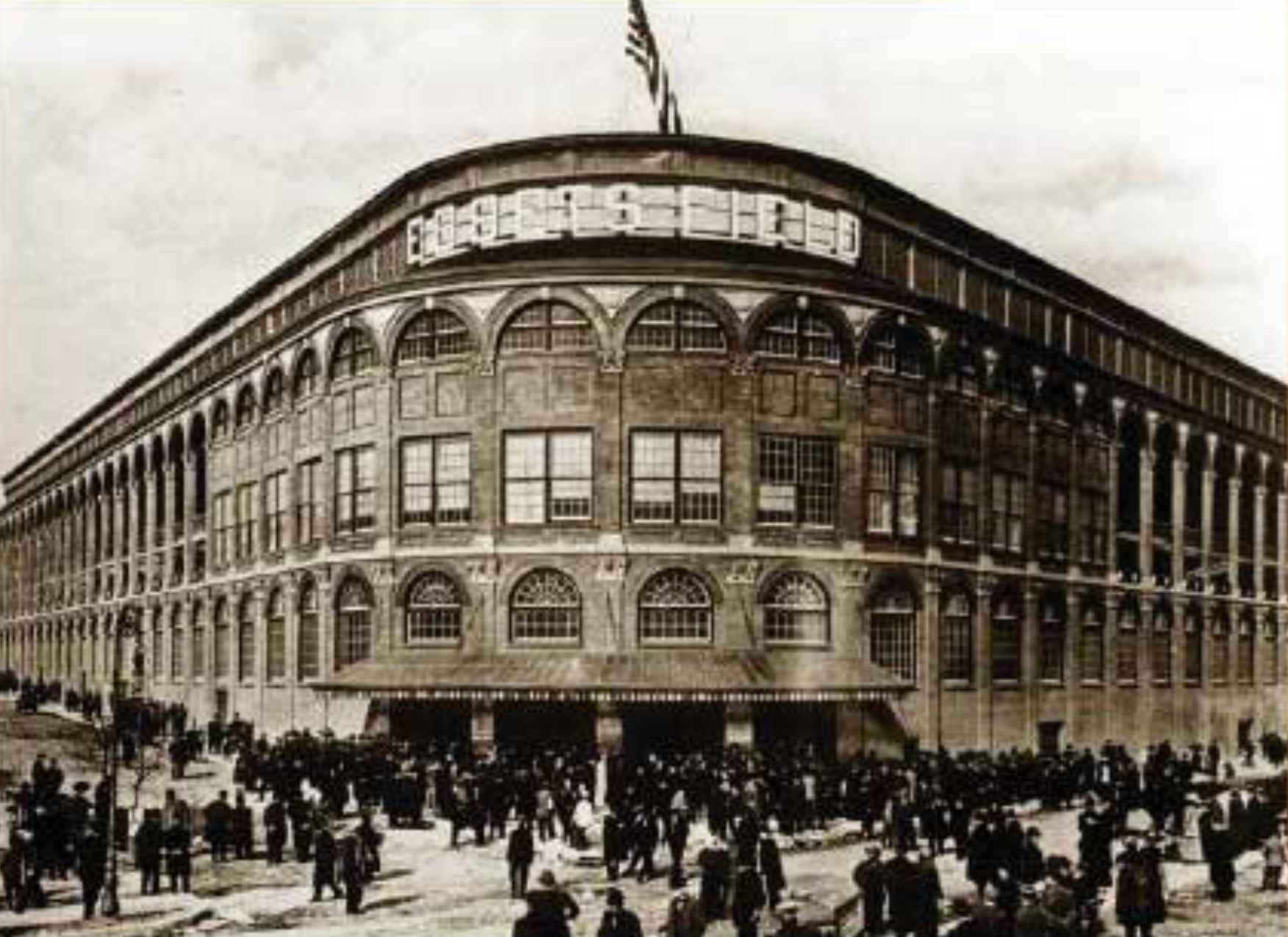
El Ebbets Field en su día inaugural.

- Right field pole - 297 ft

1948-1957
- Left field pole - 348 ft
- Left-center field - 351 ft
- Right-center, bordes de la pizarra - 344 ft y 318 ft
- Right field pole - 297 ft